# Tetraponera mayri
Tetraponera mayri é uma espécie de formiga do gênero Tetraponera, pertencente à subfamília Pseudomyrmecinae.